# Pedro Cortés y Larraz
Pedro Cortés y Larraz (Belchite, Zaragoza, 6 de julio de 1712-Zaragoza, 7 de julio de 1787) fue Arzobispo de Guatemala entre los años 1767 y 1779 y obispo de la Diócesis de Tortosa entre 1780 y 1786.

## Biografía
Obtuvo un doctorado en España a los 29 años, y posteriormente fue ordenado sacerdote. 
Trasladado al continente americano, fue consagrado por Francisco Fabián Fuero en Puebla de los Ángeles.

### Arzobispo de Guatemala
Tomó posesión de la diócesis de Guatemala y, apenas instalado, inició los preparativos para visitar el territorio bajo su potestad. Para lograr su cometido envió cartas pastorales a los curas de la zona donde les instruyó a realizar informes previo a su llegada. Producto de este viaje, que duró desde noviembre de 1768 hasta agosto de 1770, es la obra Descripción Geográfico-Moral de la Diócesis de Goathemala.  Para 1769, Cortés y Larraz estaba tan decepcionado de la situación eclesiástica en el reino  que presentó su renuncia a la mitra, pero el rey Carlos III no se la aceptó y debió continuar como arzobispo. Entre los problemas que observó estuvo la excesiva embriaguez del pueblo durante los actos litúrgicos y la escasa preparación de los sacerdotes seculares a cargo de la mayoría de las parroquias —esto, como resultado de la Real Cédula de 1754 que obligó al clero regular a entregar todas sus doctrinas al clero secular como parte de las Reformas Borbónicas.
Enérgico de carácter y defensor de la ortodoxia doctrinal, entró en conflicto con las autoridades reales y los mismos canónigos.

### Terremoto de Santa Marta

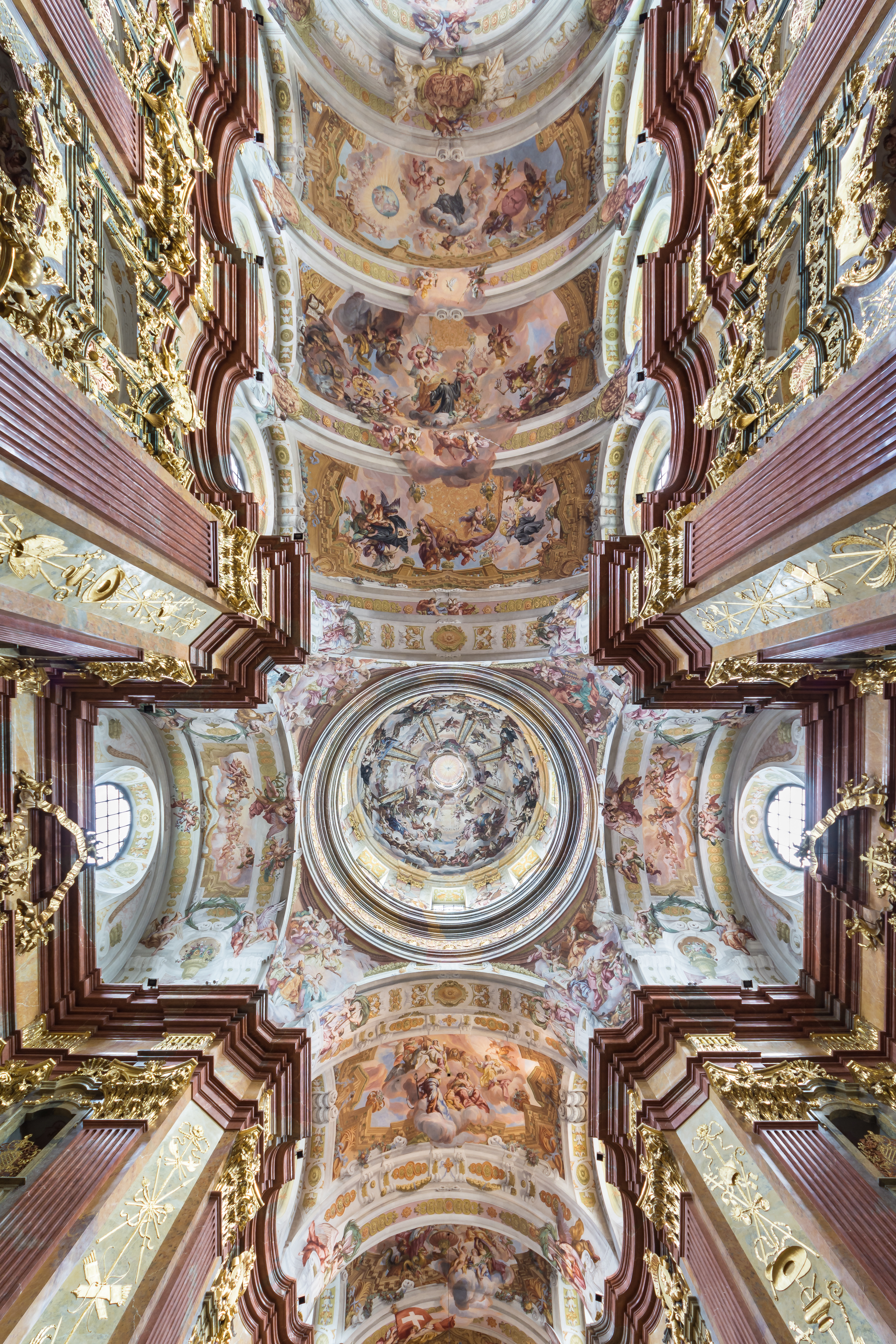
Frescos en la cúpula y techado de la abadía benedictina de Melk, Austria. La apariencia de las iglesias de Antigua Guatemala era similar a la de esta capilla austriaca antes que fueran destruidas por el terremoto de 1773.

El 12 de junio de 1773 tomó posesión el capitán general Martín de Mayorga, quien junto con Cortés y Larráz, como máximas autoridades del reino serían los principales actores en los sucesos que acontecieron tras los terremotos de 1773.
En 1773, Santiago de los Caballeros de Guatemala era una de las más famosas ciudades de las colonias españolas en América, y se consideraba que únicamente la Ciudad de México era más espléndida.  De acuerdo a descripciones de la época, tres «monstruosos» volcanes la rodeaban: el Volcán de Agua, que era muy útil para la ciudad por su fertilidad, aparte de que su forma piramidal agregaba una hermosa vista, y los volcanes de Fuego, -Volcán de Fuego y Volcán Acatenango- a los que se llamó así porque, aunque estaban más distantes que el de Agua, habían hecho erupción en numerosas ocasiones y eran consideraros como los responsables de las constantes ruinas de la ciudad. La cercanía de los volcanes ayudaba a que hubiera baños de todo tipo para los habitantes de la ciudad: termales, medicinales y templados; además había numerosos potreros y haciendas en los alrededores.   La ciudad era abastecida gracias a los productos que diariamente eran llevados desde los setenta y dos pueblos circunvecinos.
Después de los terremotos de 1751, se renovaron muchos edificios y se construyeron numerosas estructuras nuevas, de tal modo que para 1773 daba la impresión de que la ciudad era completamente nueva.  La mayoría de las casas particulares de la ciudad eran amplias y suntuosas, al punto que tanto las puertas exteriores como las de las habitaciones eran de madera labrada y las ventanas eran de finos cristales y tenían portales de madera labrada.  Era frecuente encontrar en las residencias pinturas de artistas locales con marcos recubiertos de oro, nácar o carey, espejos finos, lámparas de plata, y alfombras delicadas.  Y los templos católicos eran magníficos: había veintiséis iglesias en la ciudad, y quince ermitas y oratorios; la catedral, era la estructura más suntuosa: tenía tres espaciosas naves, con dos órdenes de capillas a los lados, con enormes puertas de acceso que eran labradas y doradas,. En cuanto a suntuosidad, le seguían las iglesias de las órdenes religiosas de los dominicos, franciscanos, mercedarios y recoletos, demostrando el poder económico y político que el clero regular tenía en ese entonces; En estos templos todas las paredes estaban cubiertas de retablos tallados y dorados, espejos y pinturas ricamente guarnecidas e imágenes religiosas talladas esmeradamente; en el techo había rejas de madera dorada o esmaltada que cubría los cruceros y bóvedas principales.
Así se encontraba la ciudad en mayo de 1773 cuando empezaron a sentirse pequeños sismos, los cuales fueron incrementando su intensidad y el 11 de junio con un temblor que daño algunas casas y edificios; luego continuaron los sismos, hasta llegar al 29 de julio de 1773, día de Santa Marta de Bethania, en que se produjo el catastrófico terremoto.
Los daños abarcaron hasta el actual territorio de El Salvador, ya que las iglesias de Caluco, Tacuba e Izalco resultaron destruidas. De acuerdo a los testimonios, el terremoto había sido tan fuerte que «el agua saltaba de las fuentes y las campanas tañían solas en las torres antes de desplomarse pesadamente al suelo». Antes de su destrucción, la ciudad competía con ciudades como México, Puebla de Zaragoza, Lima, Quito y Potosí. Sin embargo, las circunstancias especiales de los terremotos acaecidos el 29 de julio de 1773, en pleno florecimiento del barroco, cortaron su proceso de crecimiento y modificación naturales. 

### Epidemia de tifo exantemático

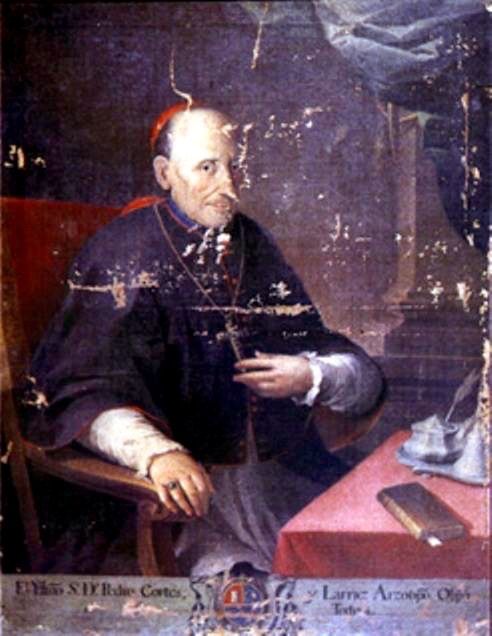
Retrato del obispo Cortés y Larraz.

El caos se apoderó de la ciudad tras los terremotos, además de que los sismos fueron seguidos por una epidemia de tifo exantemático que provocó más muertes entre la población mestiza e indígena que los propios terremotos.  Para combatir la peste, Mayorga, Cortés y Larraz, los miembros del Ayuntamiento y el puñado de médicos que había en la ciudad —entre ellos José Felipe Flores, que acababa de recibirse de Bachiller en Medicina— unieron esfuerzos y colaboraron tan armoniosamente como pudieron.
El problema epidemiológico se inició por el retorno a la ciudad de los pobladores pobres, que habían emigrado a las montañas que rodeaban a la ciudad huyendo de los sismos y que tuvieron que subsistir en condiciones sanitarias pésimas durante ese tiempo.
Mayorga tomó medidas atinadas y prudentes, y estableció la «Junta de Salud Pública» que logró elaborar el plan para erradicar la epidemia, que se había iniciado a finales de 1773 y se extendió hasta junio de 1774. Esta junta surgió porque originalmente los miembros del Ayuntamiento habían requerido los servicios del doctor Ávalos y Porres, entonces catedrático de Prima de Medicina, para que elaborara un plan para contrarrestar los efectos del tifo;  una vez elaborado el plan por el octogenario médico, fue revisado por otros doctores de la ciudad y finalmente enviado a Mayorga, quien no lo aprobó por considerarlo muy precipitado y poco prudente.
Por su parte, Cortés y Larraz no abandonó a sus feligreses y visitó en persona los lugares infectados; como conocía muy bien el país tras el viaje que realizó entre 1768 y 1770 dedujo las causas de la peste y rápidamente propuso un plan preventivo que era sumamente avanzado para su época.  Por no haber estudiado medicina en la Universidad, no estaba influido por las ideas erróneas de su tiempo y propuso que en lugar de encontrar el origen del mal había que buscar el lugar donde se había iniciado y prevenir que se extendiera; por sus conocimientos de la región determinó que la peste se había originado en el occidente de Guatemala y que la habían llevado a la ciudad los pobladores pobres que habían emigrado precipitadamente tras los terremotos de julio.  Ya con el lugar de origen identificado, investigó por qué se estaba propagando con tanta rapidez —al punto de provocar hasta cien muertes diarias— y encontró que esto ocurría por las pésimas condiciones sanitarias de los hospitales improvisados, en donde los pacientes eran amontonados y comían en los mismos platos; recomendó entonces que se construyeran galeras de aislamiento y que se mejorara la alimentación de los pacientes.  El plan del arzobispo era simple y efectivo, pero se topó con la burocracia colonial y pasaron varios meses antes de que se pudiera implementar debidamente.
Oficialmente, la epidemia del tifo fue erradicada el 28 de junio de 1774, y dejó tras sí cuatro mil muertos, en su mayoría indígenas y mestizos pobres.

### Traslado de la capital
Se produjeron grandes pérdidas en templos y edificios públicos, así como casas particulares, pero no toda la ciudad quedó por los suelos.  A pesar de ello, el capitán general Martín de Mayorga solicitó al Monarca de España el 21 de julio de 1775 el traslado de Santiago de los Caballeros de Guatemala, siempre vulnerable a erupciones volcánicas, inundaciones, y terremotos.  El 2 de enero de 1776 fue oficializado el cuarto asentamiento, la Nueva Guatemala de la Asunción, con una primera sesión del ayuntamiento con el gobernador de la Audiencia, Matías de Gálvez y Gallardo, sobre las bases del llamado «Establecimiento Provisional de La Ermita». Por real orden dada en Aranjuez el 23 de mayo de 1776 se extinguió el nombre de «Santiago» y se adoptó el de «Nueva Guatemala de la Asunción».
Cortés y Larraz se opuso rotundamente al traslado, pues comprendía que el mismo dejaría a la Iglesia Católica en una posición debilitada frente a las autoridades reales:  la iglesia estaba por el momento sin conventos ni templos —para cuya construcción no tenía dinero el arzobispo— y sin imágenes veneradas aparte de que la población no estaba en condiciones de aportar su diezmo obligatorio.  Cuando Martín de Mayorga denegó a los hermanos de San Juan de Dios la autorización para construir un rancho-hospital temporal en la Ermita del Calvario, y pretendía que fueran los tenderos que se negaban a trasladarse los que mantuvieran a los enfermos de tifo con sus impuestos, Cortés y Larraz se dirigió personalmente al capitán general para que ayudara a los enfermos que morían sin atención.  Mayorga no resolvió favorablemente, pero sí lo hizo el rey, que ordenó el 15 de marzo de 1778 que se tratara con prudencia a los enfermos de la arruinada ciudad y que se construyera un hospital provisional en la misma.
Una de las medidas tomadas por el presidente de la audiencia Martín de Mayorga, para forzar el traslado de la ciudad fue el envío obligado de la escultura más importante de la ciudad.  Por ello, en 1778 ordenó el traslado del Jesús Nazareno de la Merced, junto con la imagen de la Virgen, para obligar a los mercedarios a mudarse. Tras parar  en San Lucas Sacatepéquez y en Mixco, las imágenes llegaron finalmente a la Nueva Guatemala de la Asunción por la noche, y el Cristo fue recibido por los frailes franciscanos y luego por los mercedarios, para ser depositado en una armazón de madera en el terreno en donde iba a construir el templo mercedario de la nueva ciudad.  Martín de Mayorga llegó a ver a la imagen, dando así por concluido el episodio más difícil del traslado des la ciudad.

### Sustitución como obispo
El 26 de noviembre de 1777, por consulta de Cámara, fue nombrado arzobispo de Guatemala Cayetano Francos y Monroy nombramiento era difícil ya que era en sustitución de Cortés y Larraz, quien se negaba a aceptar el traslado de su diócesis hacia la nueva ciudad de Guatemala.  Inicialmente, Francos y Monroy decidió suspender la aceptación del cargo pero el 20 de noviembre de 1778 fue presionado por el gobierno real, por lo cual tuvo que embarcarse en Cádiz a principios de mayo de 1779. Fue acompañado por una cuantiosa corte: un provisor, un secretario, un capellán, un caudatorio, un mayordomo, siete pajes y un maestro de pajes, quienes fueron elegidos cuidadosamente con un fin político definido: retomar el control de clero secular guatemalteco que se encontraba en estado de rebelión casi abierto.
El 7 de octubre de 1779 Francos y Monroy hizo su entrada pública en la Nueva Guatemala de la Asunción, con una escolta de ocho caballeros, en la nueva ciudad de Guatemala, la cual apenas se estaba empezando a construir; un mes antes, Cortés y Larraz publicó una carta pastoral denunciando la llegada de un usurpador y amenazando con excomulgarlo, pero Francos y Monroy tomó inmediatamente sus primeras medidas nombrado un cura en el pueblo indígena de Jocotenango y fue a buscar a la destruida Santiago de los Caballeros de Guatemala a las beatas de Santa Rosa. Había decidido que en noviembre de 1779 iba trasladar las imágenes y gastó una gran cantidad de dinero para terminar la construcción de los monasterios Carmelitas y de Capuchinas.

## Muerte
Cortés y Larraz no quiso seguir resistiendo y huyó a principio de octubre, retornado a España en donde tomó posesión de la diócesis de Tortosa. Renunció a la mitra en 1786 y se retiró a Zaragoza, España, donde murió en 1787.